# Антонини, Лука (судья)
Лука Антонини (итал. Luca Antonini; род. 27 мая 1963, Галларате, Ломбардия) — судья Конституционного суда Италии.

## Биография

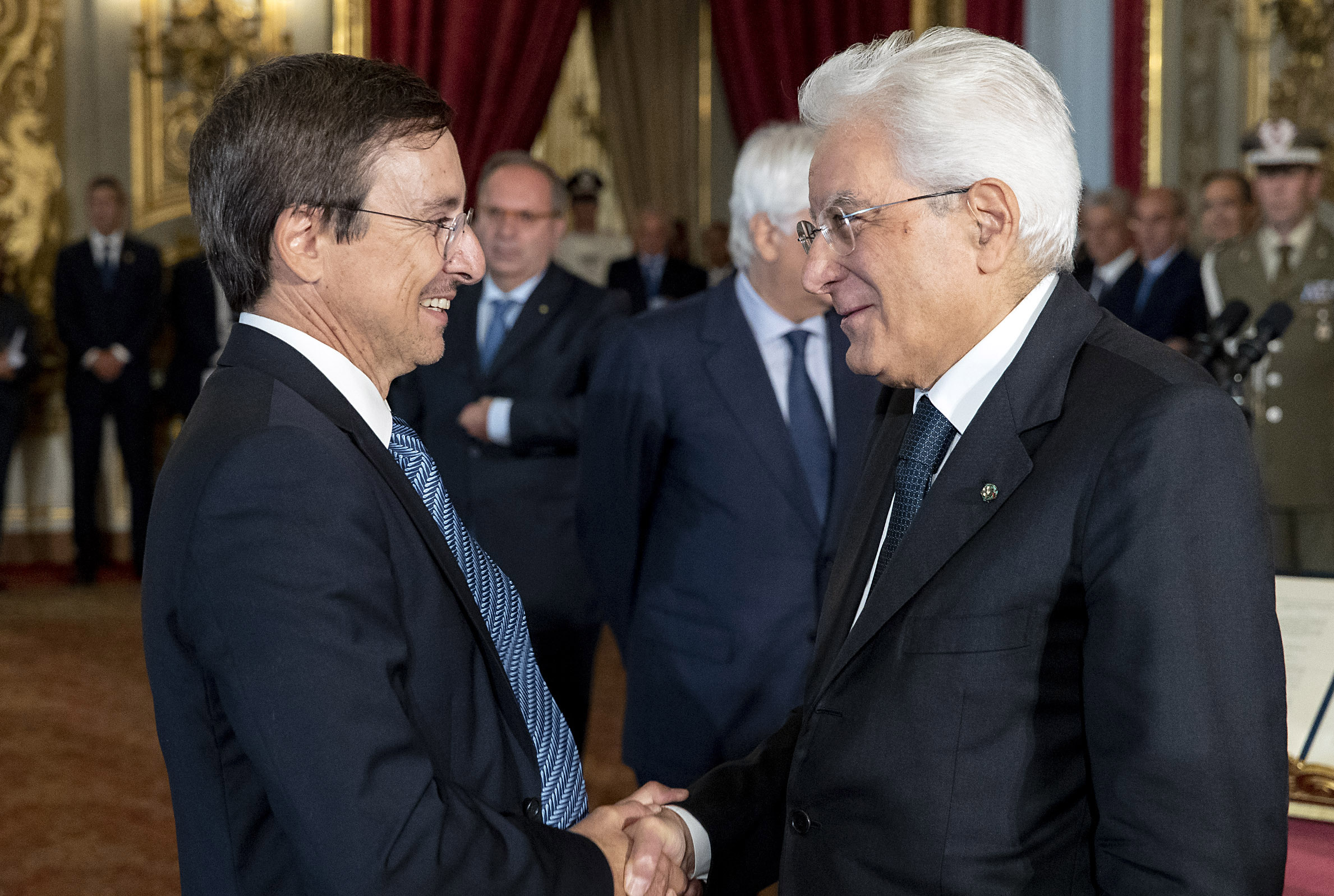
Антонини с Серджо Маттареллой

Родился 27 мая 1963 года в Галларате. В 1988 году окончил юридический факультет Миланского университета.
С 1993 года являлся исследователем в сфере конституционного права. С 1999 года являлся ассоциированным профессором публичного права на факультете экономики Туринского университета.
С 2001 года являлся профессором конституционного права юридического факультета Падуанского университета.
Адвокат с правом практики во всей юрисдикции Италии и в Высшем кассационном суде Италии
Являлся советником парламента Италии и правительства Италии по вопросам федерализации и конституционных реформ.
Являлся президентом совместной технической комиссии по реализации бюджетного федерализма при Министерстве экономики и финансов Италии.
Участвовал в составлении проектов законов, указов, в том числе по вопросам экономического федерализма, программы «5 per Mille».
Являлся экспертом по вопросам налогов Центральной службы налоговых инспекторов Италии, советником Министерства экономики и финансов Италии, членом Высшей исследовательской комиссии по определению структурных механизмов бюджетного федерализма.
Являлся советником Агентства по неправительственным организациям Италии.
Являлся членом совета Всеобщей конфедерации итальянской промышленности, советником Института развития профессиональной подготовки рабочих Италии, членом совета Института финансов и местного хозяйства Италии, членом административного совета фонда «Cassamarca».
Является членом редакционного совета нескольких журналов.
Является членом Итальянской ассоциации конституционалистов.
Является членом совета Двора язычников при Святом Престоле.
Является автором нескольких книг, более 100 статей на тему конституционных прав, Европейского союза, регионализма и федерализма, экономического федерализма, налоговой системы.
Судья Конституционного суда Италии (с 26 июля 2018).